# عصر حجر (پویانمایی)
فلینتستن‌ها (به انگلیسی: The Flintstones) یا خانواده عصر حجر در تلویزیون ایران، اولین مجموعهٔ تلویزیونی پویانمایی آمریکایی در ساعات پربیننده است که از ۳۰ سپتامبر ۱۹۶۰ تا ۱ آوریل ۱۹۶۶ در ای‌بی‌سی پخش شد. این مجموعه توسط شرکت هانا-باربرا تولید شده است که به‌طور خیالی زندگی یک مرد عصر سنگ از طبقه کارگر به همراه همسایهٔ بغلی و بهترین دوستش و خانواده‌هایشان را به تصویر می‌کشد.
محبوبیت مداوم عصر حجر متکی بر گذاشتن نگرانی‌ها و دغدغه‌های روزانه زندگی مدرن در کنار محیط عصر سنگی می‌باشد. عصر حجر در سه دهه موفق‌ترین مجموعه تلویزیونی پویانمایی بود، تا زمانی که سیمپسون‌ها عرضه شد. در سال ۲۰۱۳، تی‌وی گاید عصر حجر را در رده دوم عالی‌ترین کارتون‌های تلویزیون در طول تاریخ قرار داد (بعد از سیمپسون‌ها).

## بررسی اجمالی
این نمایش در شهرک عصر سنگی بدراک در جریان است. در این نسخهٔ تخیل از گذشته، دایناسورها و دیگر موجودات منقرض شده با مردم غارنشین، گربه‌های دندان‌خنجری و ماموت‌ها زندگی می‌کنند. همانند همتایان خود در قرن بیستم، این مردم غارنشین به گرامافونها و موسیقی گوش می‌دهند، در خانه‌های دوبلکس زندگی می‌کنند و در رستوران غذا می‌خورند در حالی که تکنولوژیشان کاملاً از مواد غیرصنعتی ساخته شده و انرژی مورد نیازشان را در درجه اول با استفاده از حیوانات به دست می‌آورند. برای مثال خودروهای آن‌ها از سنگ، چوب و پوست حیوانات ساخته شده است و انرژی خودرو توسط پاهای سرنشینان آن تأمین می‌شود.
مورخ انیمیشن کریستوفر پی. لمن فکر می‌کند که عصر حجر، طنز خود را با استفاده‌های خلاقانه از آناکرونیسم به تصویر می‌کشاند. نمونه اصلیش قرار دادن جامعهٔ مدرن قرن بیستم در دوران پیشاتاریخ.